# Фуентепіньєль
Фуентепіньєль (ісп. Fuentepiñel) — муніципалітет в Іспанії, у складі автономної спільноти Кастилія-і-Леон, у провінції Сеговія. Населення — 120 осіб (2010).
Муніципалітет розташований на відстані близько 110 км на північ від Мадрида, 50 км на північ від Сеговії.

## Демографія
Динаміка населення (INE ):